# Sarkkiranta
Sarkkiranta är en strand i Finland.  Den ligger i Uleåsalo i landskapet Norra Österbotten, i den centrala delen av landet, 500 km norr om huvudstaden Helsingfors.